# Busseola hirsuta
Busseola hirsuta là một loài bướm đêm trong họ Noctuidae.